# 28608 Sblomquist
28608 Sblomquist este o planetă minoră (asteroid), cu un diametru de 4,551 km, din centura de asteroizi. A fost descoperită pe 12 martie 2000 la Stația Anderson Mesa de Lowell Observatory Near-Earth-Object Search. 
Obiectul prezintă o orbită caracterizată de o semiaxă mare de 2,652447 UAi, o excentricitate de 0,11, o înclinație de 5,57638 ° în raport cu ecliptica.